# Park stanowy Douthat

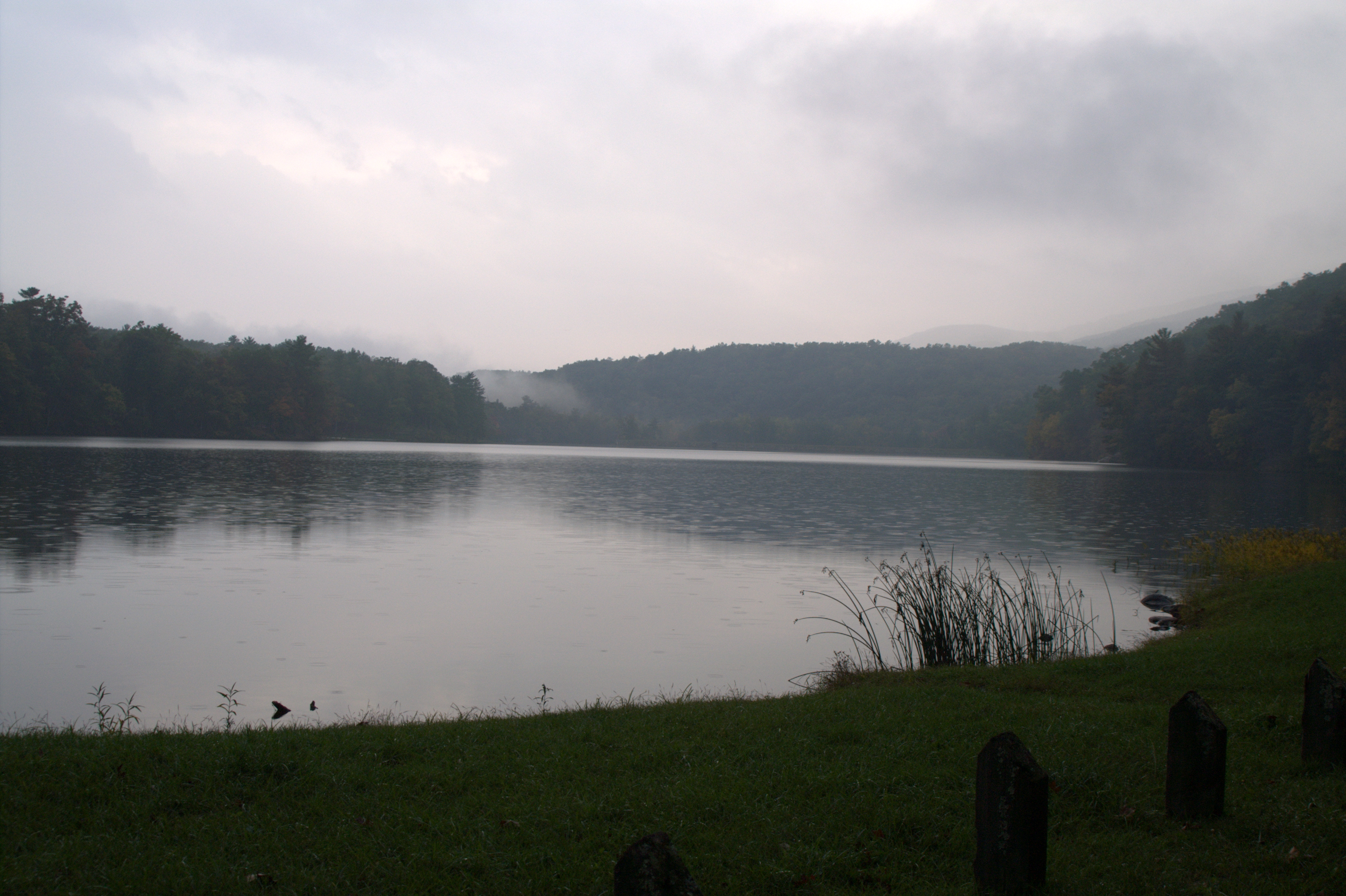
Jezioro Douthat w parku stanowym Douthat

Park stanowy Douthat (ang. Douthat State Park) to park stanowy w amerykańskim stanie Wirginia. Park został oficjalnie otwarty 15 czerwca 1936 roku i jest jednym z pierwszych sześciu parków stanowych w Wirginii. Park zajmuje powierzchnię 18,18 km² i położony jest na terenie hrabstw Bath i Alleghany. W 1999 roku park został wyróżniony przez 1999 Outside Family Vacation Guide jako jeden z dziesięciu najlepszych parków stanowych w Stanach Zjednoczonych. Głównymi atrakcjami parku są: jezioro (ang. Douthat Lake) o powierzchni 0,2 km² oraz prawie 70 km szlaków turystycznych przebiegających w okolicznych górach.